# The Final Cut (альбом)
The Final Cut (в залежності від контексту — Остаточний монтаж чи Остання рана; підзаголовок Реквієм по післявоєнній мрії Роджера Вотерса, який було виконано Pink Floyd, англ. The Final Cut: A Requiem for the Post-War Dream - by Roger Waters, performed by Pink Floyd) — дванадцятий студійний альбом рок-гурту «Pink Floyd». Останній альбом Роджера Вотерса в складі «Пінк Флойд» вийшов 21 березня 1983 року. Створений в атмосфері напруженості та підозрілості, він також є одним з найнедооціненіших альбомів групи. Роджер Вотерс планував, що «The Final Cut» стане останнім альбомом групи, але Девід Гілмор зруйнував ці плани, що пізніше вилилося в безліч судових розглядів і скандалів між двома лідерами.

## Історія
Початковий намір групи (або, принаймні, Роджера Вотерса) було зробити «The Final Cut»звуковою доріжкою до фільму «The Wall» (одною з робочих назв альбому було «Spare Bricks» («Запасні цеглини»), включивши туди композиції, які не помістилися в альбом, знову записані пісні з фільму і новий матеріал, про це і було оголошено пресі. У титрах фільму також було заявлено про існування звукової доріжки, а обкладинка синглу з композицією «When The Tigers Broke Free» інформує, що пісню взято з альбому «The Final Cut». Проте до часу його виходу музиканти зрозуміли, що цей альбом з повноцінною концепцією, заряджено енергією скандалів Вотерса з режисером фільму Аланом Паркером, Фолклендським конфліктом і тяжкими роздумами композитора про Велику Британію і Маргарет Тетчер. Фактично в усьому, окрім назви, це було творіння Роджера Вотерса — Девід Гілмор це відкрито підтвердив, відмовившись від авторських кредитів у списку продюсерів альбому (проте не від гонорару за нього), а також сказавши, що на платівці тільки три хороших пісні. Особливо Гілмор був незадоволений включенням композицій, від яких група спочатку відмовилася з міркувань якості під час роботи над альбомом «The Wall». Енді Боун, який грав на концертах «The Wall», замінив Ріка Райта на клавішних. Партії на фортепіано і фісгармонії виконав Майкл Кеймен, що став одним з трьох продюсерів альбому, здійснивши взаємодію з Національним Філармонічним Оркестром. Двома іншими продюсерами стали Вотерс і Джеймс Гатрі. Свій внесок в альбом зробив також Рей Купер, зігравши на ударних інструментах. Платівку записували в цілому на восьми студіях Англії, серед яких — «Хук Енд», будинок Гілмора і більярдна кімната в лондонській резиденції Вотерса. У міру того як минав час, процес запису ставав все більш неспокійним — Вотерс не збирався йти на компроміси, як під час знімання фільму «The Wall», a Гілмор і Мейсон стали для нього не більш, ніж запрошеними музикантами. Попри перше місце в британському хіт-параді (чого не домоглися ні «Dark Side …», ні «The Wall»), продажі альбому не досягли рівня своїх попередників, можливо, з причини відмови групи від планування концертів, де були б виконані нові пісні. Схоже, що змінився склад «Пінк Флойд», який повністю відкидав композиції, написані Вотерсом. Не дивно, що група так ніколи і не виконала жодної з них на концертах, але рішення, всупереч протестам Вотерса, виключити пісні зі збірки «Shine On» здається менш зрозумілим. Перевиданий в 1994 році альбом, так само як і «The Wall», має дещо змінену тривалість композицій. Серед спецефектів альбому — особливий голофонічний звук, який є результатом спеціальної техніки запису, при якій досить точно вловлюється рух джерела звуку в тривимірному просторі. Для кращого результату необхідно було надіти навушники і закрити очі. Дизайн обкладинки альбому, з ветеранським кітелем великим планом, з орденськими планками і шматочком макової квітки, був придуманий Вотерсом, а фотографію зробив Віллі Крісті — брат дружини Керолайн. Повна назва альбому — «Реквієм про післявоєнну мрію Роджера Вотерса, виконаного групою Пінк Флойд» — підкреслює його повний контроль над цим проєктом. Проте, Вотерс так і не побачив тут іронії, яка полягала у випуску цього антивоєнного альбому саме фірмою «Торі- і-Ем-Ай» — одного з найбільших в світі виробників зброї. Глибоко особистий характер платівки підкреслив випущений пізніше відеофільм «Video EP», де Вотерс — єдиний, хоча і прихований тінню, член «Пінк Флойд», який знявся там. Компактний сюжет складають чотири композиції з альбому, відібрані Вотерсом, і він ґрунтується на його ж сценарії. Режисер — вищезгаданий Віллі Крісті.

## Список пісень
Автор музики і слів Роджер Вотерс. 
| Перша сторона | Перша сторона         | Перша сторона |
| #             | Назва                 | Тривалість    |
| ------------- | --------------------- | ------------- |
| 1.            | «The Post War Dream»  | 3:02          |
| 2.            | «Your Possible Pasts» | 4:22          |
| 3.            | «One of the Few»      | 1:23          |
| 4.            | «The Hero's Return»   | 2:56          |
| 5.            | «The Gunner's Dream»  | 5:07          |
| 6.            | «Paranoid Eyes»       | 3:40          |

| Друга сторона | Друга сторона                         | Друга сторона |
| #             | Назва                                 | Тривалість    |
| ------------- | ------------------------------------- | ------------- |
| 1.            | «Get Your Filthy Hands Off My Desert» | 1:19          |
| 2.            | «The Fletcher Memorial Home»          | 4:11          |
| 3.            | «Southampton Dock»                    | 2:13          |
| 4.            | «The Final Cut»                       | 4:46          |
| 5.            | «Not Now John»                        | 5:01          |
| 6.            | «Two Suns in the Sunset»              | 5:14          |

## Пісні

### The Post War Dream
Повоєнна мрія
Альбом відкриває сцена, де його головна дійова особа («герой»), сидячи в автомобілі, чує по радіо повідомлення про те, що заміна кораблю «Атлантиік Конвеєр», якого потопили у Фолклендській кампанії з 24 моряками на борту, будуватимуть на японській, а не на англійській верфі, як очікували. Цю сцену пізніше буде використано на самому початку відеофільму, хоча сама пісня там не звучатиме. Треба відзначити, що перший чотиривірш написано від першої особи, — Вотерс знову переживає загибель свого батька. Не зовсім вдале використання тут жаргонного слівця «ніпс», що відноситься до японців, і думка про «самогубство всіх їхніх дітей» накликали на автора звинувачення в расизмі. Згадана «Меггі», звичайно, Маргарет Тетчер — прем'єр-міністр уряду консерваторів і архітектор Фолклендської кампанії. Раніше Тетчер частіше ставала мішенню таких поетів, як Біллі Брегг, ніж рок-зірок-мільйонерів. Майкл Кеймен використав у оркестровці мідні духові інструменти, що надає цій композиції особливу солідність.

### Your Possible Pasts
Ваше можливе минуле
Стук залізничних вагонів записано голофонікою; він, очевидно, зображує «візки для худоби», в яких євреїв, циган, гомосексуалів, інвалідів та дисидентів перевозили в німецькі концентраційні табори до і під час війни. «Важке» гітарне соло Гілмора додає трохи фарб до мізерного ландшафту, намальованому Вотерсом, і хоча ця композиція раніше не потрапила до альбому «The Wall», тут вона ідеально передає похмурість теми. Слова надруковано на обкладинці альбому, а вкладиш CD включає куплет, який у пісні не виконується.

### One of the Few
Один з небагатьох
Дійова особа цієї та наступної пісні — вчитель з альбому «The Wall», який повернувся з війни героєм. Робоча назва композиції була «Вчитель». Тут ми бачимо ще один приклад композиційного оформлення Вотерсом слів пісні у вигляді списку; в цей раз його відкриває строчка, навіяна знаменитими словами Вінстона Черчілля, які він вимовив під час виступу перед пілотами британських Королівських військово-повітряних сил після знаменитої битви за Британію: «Ніколи в історії конфліктів людства така більшість не була в боргу перед такою меншістю».

### The Hero's Return
Повернення героя
Тут ми дізнаємося, що героя гнітять спогади про загибель члена екіпажу — стрільця, і він не може обговорити цю тему з дружиною. Це ще одна пісня, яка не потрапила до «The Wall», але була на другій стороні синглу «Not Now John» («He зараз, Джон») під назвою «Parts I & II» («Частини I та II»), де друга частина — ще один чотиривірш, якого не виконано в альбомі.

### The Gunner's Dream
Мрія стрільця
Післявоєнною мрією стрільця було побудувати світ без страху і тиранії, такий світ, де старенькі можуть безпечно перейти вулицю, де ніхто не боїться секретної поліції або терористів (в пісні згадується епізод кривавої атаки терористів ІРА на військовий оркестр в Гайд-парку). Передостанній куплет — це голос героя. Чудовий програш на саксофоні у виконанні Рафа Равенскрофта («Бейкер-стріт») є однією з музичних «пам'яток» альбому, що, можливо, і вплинуло на рішення Девіда Гілмора включити її в число своїх улюблених композицій. Строчку «шматочок поля на чужій землі» навіяв сонет «The Soldier» Руперта Брука часів першої світової війни, який колись жив у Гранчестері, одному з районів Кембриджа. У ньому йдеться про: «Якщо мені доведеться померти, думайте про мене так: „Є шматочок поля на чужій землі, який завжди буде Англією“». Звичайний для «Пінк Флойд» контроль якості в цей раз підкачав, і в назві композиції на обкладинці альбому пропущено апостроф. Цей же промах було увічнено і на компакт-диску. Композиція відкриває відеофільм, і ми дізнаємося, що син героя-вчителя загинув на Фолклендах. Героя грає Алекс Макавой, він же виконував роль вчителя у фільмі «The Wall». Ми бачимо губи Роджера Вотерса, його підборіддя і потилицю під час розмови з психіатром на ім'я «А. Паркер-Маршалл»; це ім'я взято у режисера і продюсера «Стіни» Алана Паркера. Вотерс виконував цю пісню на концертах у 1984-85 роках.

### Paranoid Eyes
Параноїдальні очі
Це просто розповідь про вже немолодого героя, який намагається сховатися від переслідуючих його страхів за завісою алкоголю і удає, що все у нього нормально. У першій половині пісні музичний супровід майже повністю оркестровий.

### Get Your Filthy Hands Off My Desert
Приберіть свої брудні руки від моєї пустелі
Другу сторону альбому починає дуже непоганий голофонічний ефект — ракета, запущена попереду слухача, пролітає над головою і вибухає позаду. Вотерс, якого супроводжує струнний квартет, перераховує вголос кілька типових актів агресії — досить різкий контраст з психоделічним стилем 1967-го. Через строчки "Брежнєв узяв Афганістан, Бегін взяв Бейрут" її заборонили у СРСР. Пісню виконував Вотерс протягом турне 1984/85 і 1987 років.

### The Fletcher Memorial Home
Меморіальний будинок Флетчера
Назву цієї пісні, як і сам альбом, присвятили батькові Вотерса — Еріку Флетчеру Вотерсу. Вотерс пропонує зібрати разом світових лідерів, у найкращому випадку — бездіяльних, а в найгіршому — продажних і кровожерливих, і застосувати до них те ж «фінальне рішення», яке використовували нацисти під час війни. Досить потужне соло на гітарі пояснює, чому ця композиція — одна з улюблених у Девіда Гілмора в альбомі. Ефект пісні, завершальний відеофільм, дещо пом'якшений комічним образом Наполеона з гігантським равликом. Тетчер і аргентинський генерал сперечаються через крикетного м'яча, а Вінстон Черчілль за всім цим спостерігає.

### Southampton Dock
Саутгемптонський док
З порту Саутгемптону солдати відпливали, щоб повернути Британії Фолклендські острови, які окупувала Аргентина. Туди ж вони деякий час потому і поверталися, але вже меншим числом. Другий куплет знову має відношення до Маргарет Тетчер, що доводить Вотерс, подовжуючи стандартний альбомний варіант до строчки «слизьке кермо державної влади». Пісню він виконував під час його сольного турне 1987-го і на концертах 1985-го.

### The Final Cut
Остаточний монтаж
У кіноіндустрії термін «the final cut» відносять до останнього монтажу копії фільму до того, як накладають звук. Вотерс використовує це поєднання слів для опису самогубства, а також удару ножем в спину — що зображено на одній з фотографій обкладинки альбому, де він стоїть у військовому мундирі та тримає в руках тесак і металеву банку, в яких зберігають кіноплівку. Так Вотерс графічно описав свої відносини з постановником «Стіни» Аланом Паркером. Приблизно в цей же час він замовив собі мундир і цього разу тримав ніж, який «кровоточив» при натисканні в кишені балончика з фарбою. У тексті пісні згадують альбоми «The Wall» і «Dark Side …», хоча про перший можна лише прочитати, але не почути, бо слова заглушує постріл з рушниці. Гілмор прийняв і цю композицію, граючи мелодійне гітарне соло. У відеофільмі пісню супроводжує монтаж кадрів чорно-білого кіно, що показує жінок у різні часи за роботою і на відпочинку.

### Not Now John
Не зараз, Джон
Єдиний вокал Девіда Гілмора в альбомі представив ще одного персонажу, який хоче зарити голову в пісок і забути про світові проблеми. Імена вокалісток, підспівуючих Гілмору, в альбомі не було позначено. В останньому куплеті повторюється одна і таж строчка, спочатку ламаною італійською, потім на примітивному іспанському, шкільній французькій та, нарешті, на англійській відвідувача пабів, що знаходиться на канікулах в Європі. «Not Now John» — це єдина композиція з альбому, яка вийшла у вигляді синглу, де хор виконує в куплетах слова «Stuff All That» замість грубого «Fuck All That». З цієї причини запис іноді називають «пристойною» або «завуальованою» версією. Сингл став третім за рахунком сюжетом у «Video EP», що зображує британських робітників, які, не підозрюючи про конкуренцію з боку Японії, витрачали час даремно. Якщо Вотерс і припускав якесь інше тлумачення композиції, то більшості глядачів воно незрозуміло. Пісню виконував Вотерс під час турне «Radio K.A.O.S.» 1987-го.

### Two Suns in the Sunset
Два сонця на заході
Оповідач (герой або сам Вотерс) їде на машині, спостерігаючи за сонцем, і раптово бачить друге сонце в дзеркалі заднього виду — ядерний вибух. Дитячі голоси, можливо, належали синові й донці Вотерса — Херрі та Індії. На ударних грав Енді Ньюмарк, — Нік Мейсон ніяк не міг знайти підходящий для Вотерса стиль. Будь атмосфера в звукозаписній студії теплішою, можливо, Мейсон і впорався б з композицією. Цілком імовірно, що в фінальній пісні альбому, яку востаннє записав Вотерс під прапором «Пінк Флойд», ніхто більше з членів групи не грав. Її закінчує соло на саксофоні у виконанні Равенскрофта. На відміну від попередніх творів «Пінк Флойд» і наступних сольних альбомів Вотерса «The Final Cut» завершується на досить песимістичній ноті. Іронія останнього рядка — «у підсумку ми всі були рівні» — була очевидна для тих, хто простежував падіння групи в пучину судових повісток, різких виступів у пресі та в'їдливих зауважень.

## Персонал
| Пінк Флойд - Девід Гілмор - Нік Мейсон - Роджер Вотерс Запрошені музиканти - Майкл Кеймен – піаніно, орган - Енді Боун – орган Хаммонда - Рей Купер – перкусія - Енді Ньюмарк – драммашина - Рафаель Равенскрофт – тенор-саксофон - Національний Філармонічний Оркестр, автор аранжування Майкл Камен | Техперсонал - Роджер Вотерс – продюсер, дизайн - Джеймс Гатрі – продюсер, інженер - Майкл Камен - Ендрю Джексон – інженер - Енді Кенелл – асистент інженера - Майк Нокіто – асистент інженера - Джулс Боуен – асистент інженера - Віллі Крісті – фотограф - Артфул Доджерс – дизайн - Zuccarelli Labs ltd - голофоніка - Даг Сакс – мастерінг |

## Хіт-паради
| Рік  | Хіт-парад                  | Позиція |
| ---- | -------------------------- | ------- |
| 1983 | Альбоми у Великій Британії | 1       |
| 1983 | Billboard 200              | 6       |
| 1983 | Хіт-парад Норвегія         | 1       |